# ...And the Circus Leaves Town
...And the Circus Leaves Town è il quarto ed ultimo album in studio realizzato dal gruppo statunitense dei Kyuss, prima del loro scioglimento avvenuto nell'ottobre dello stesso anno. Josh Homme formerà successivamente i Queens of the Stone Age, mentre John Garcia dopo aver militato negli Slo Burn e negli Unida, fa parte in pianta stabile negli Hermano. L'album riprende quanto fatto fino ad allora dal gruppo di Palm Desert, ma con pezzi di durata media molto bassa, intorno ai 3 minuti, ad eccezione dell'ultima Spaceship landing, lunga suite con varie interruzioni e cambi di ritmo. Alla fine di Spaceship landing si trovano le tracce nascoste M'Deea e Day one, quest'ultima dedicata ai Nirvana.

## Tracce
1. Hurricane – 2:43
2. One Inch Man – 3:30
3. Thee Ol' Boozeroony – 2:47
4. Gloria Lewis – 4:02
5. Phototropic – 5:13
6. El Rodeo – 5:35
7. Jumbo Blimp Jumbo – 4:40
8. Tangy Zizzle – 2:40
9. Size Queen – 3:46
10. Catamaran – 3:00
11. Spaceship Landing – 34:04 – (include le tracce nascoste M'Deea e Day one)

## Formazione
- John Garcia - voce
- Josh Homme - chitarra
- Scott Reeder - basso
- Alfredo Hernandez - batteria